# 進藤尚美
進藤 尚美（しんどう なおみ、1972年11月9日 - ）は、日本の声優、舞台女優、ナレーター。京都府出身。青二プロダクション所属。

## 経歴
当初は小説家になりたかったが、「小説を書きたいなら、舞台の脚本を書いて欲しい」と頼まれて大学の演劇同好会に入部。当時は表に出るのは嫌だったため、「役者はしない」という条件だったが、進藤達が入らないと潰れてしまうような、女子大の少人数サークルだったという。「人数も少なくて女子しかいない……」となると、芝居をするのに役者が足りず、結局、舞台袖から声だけ聞こえてくる役を作り、声を担当していた。当時はお老さんから男の子、色々な役を演じていた。その時、舞台を見に来てくれた友人の母が「進藤さんってすごいね」と誉めてくれたと聞いたところ、仕方なく演じても嬉しかったという。「声で表現する面白さに目覚めたのは、このサークルだったんじゃないかな」と語っている。
声優になる以前は大学卒業後、児童向け劇団に所属し、舞台役者として活躍していた。芝居の世界を選んだのは、バブル崩壊で就職先がないという状況から出た偶然の結果であり、元々安定志向のため、あと1年早く卒業していたらOLをしていたと語る。しかし肝心の就職先がなくその時、大学の求職情報の掲示板に劇団の貼り紙を見つけたという。4年間芝居に関わり、役者として経験も少しだけ積んだことで、自分の中で何かが変わり始めていたのかもという。また「常々子供たちに向けて何かをしたい」と思っていたこともあり、プロの役者としての厳しさに耐えられるか試してみて、続けていく意思が固まったら「声優になろう」と思ったという。舞台は良い作品を作っても、観るのにお金が掛かるが、アニメーションなら子供たちはテレビの前に座るだけであり、「だったら私はアニメを通して良い作品を届けたい」と思っていたという。
青二塾大阪校15期生。初レギュラーは『GEAR戦士電童』の主人公、草薙北斗役となる。

## 人物・特色
声優としては、多数のアニメ、洋画、ゲーム、CDドラマ等に出演している。
ハスキーボイスが特徴であり、ハスキーな声色を生かして小悪魔的な声を出すこともできる。
方言は京都弁で、『舞-HiME』の藤乃静留役は進藤が京都弁が話せるからという理由でオファーが来た。静留役では狂気がかった演技で、アフレコ現場を視察していた制作スタッフを震え上がらせたとされている。さらに、アニメ『アスタロッテのおもちゃ』でも京都弁話せるからという理由でエンヤ・ニウハーレ役のオファーを受けた。また、『ぷるるんっ!しずくちゃんシリーズ』でも、京都・宇治出身という設定のみどりこさん役で京都弁を披露している。
2002年放送の『機動戦士ガンダムSEED』のカガリ・ユラ・アスハ役において、男勝りな部分と女性らしい部分を合わせ持つ思春期の少女を演じ、続編の『機動戦士ガンダムSEED DESTINY』でもカガリ役を続投した。その後のゲーム作品などでもカガリ役を担当していたが、2024年上映の映画『機動戦士ガンダムSEED FREEDOM』では降板となり、森なな子へ変更された。
『釣りバカ日誌』とその後番組である『ボボボーボ・ボーボボ』、その時間枠移動後の後番組の『ガイキング LEGEND OF DAIKU-MARYU』と、3作続けてメインキャラクター役で出演した。
特技はテニス。資格は秘書技能検定2級。
好きな食べ物は親子丼。好きな酒は芋焼酎。嫌いな食べ物は餅で、理由はもちもちした食感が嫌いだから。
菓子作りが得意で、大抵のものは作れるが、チョコレートだけは溶かして固めるだけのものでも上手く固まらないため苦手という。所持資格は秘書技能検定2級。
同じ青二プロダクションの置鮎龍太郎と仲が良い。歌手・西川貴教が言うには、進藤は西川の母親に似ているとのこと。クリスマスに『機動戦士ガンダムSEED』に登場するアスラン・ザラのヌードの画像イラストをもらったことがある。

## 出演
太字はメインキャラクター。

### テレビアニメ
1999年
- BLUE GENDER（遊牧民、地上人）
- 週刊ストーリーランド（女性召使いA、母親、看護婦 他）

2000年
- GEAR戦士電童（草薙北斗）
- コレクター・ユイ（第2期）（篠崎あずさ）
- ちびまる子ちゃん（2000年 - 2022年、石川えり子の母、おばさんA、子供B、呪い女、外国人女性 他）
- ONE PIECE（2000年 - 、門下生、コーザ〈少年期〉、カリファ、リリカ、ビクトリア・シンドリー〈生前〉、ドミノ、ディディット〈サボの母〉、イヌアラシ〈幼少期〉 他）

2001年
- 激闘!クラッシュギアTURBO（丸目クロウド、飛田ヤヨイ）
- ココロ図書館（少年）
- 逮捕しちゃうぞ SECOND SEASON（マネージャー）
- ののちゃん（町内会長の孫、スズキくんの母）
- 爆転シュート ベイブレード（キャシィ・グローリア）
- はじめの一歩（インタビュアー）
- パラッパラッパー（ドロシー）

2002年
- アベノ橋魔法☆商店街（看護婦）
- おねがい☆ティーチャー（校内アナウンサー）
- GUN FRONTIER（エロール、カテリーナ、サナエ、おばあさん、女婦人）
- 機動戦士ガンダムSEED（2002年 - 2003年、カガリ・ユラ・アスハ、トリィ、アイリーン・カナーバ、オペレーター）
- シャーマンキング（リゼルグの母）
- 十二国記（李斎、芥瑚）
- ちょびっツ（植田のパソコン / ゆみ）
- 天地無用! GXP（神木ノイケ）

2003年
- アストロボーイ・鉄腕アトム（女子アナ）
- 宇宙のステルヴィア（レイラ・バルト）
- おねがい☆ツインズ（菊地）
- ガンパレード・マーチ 〜新たなる行軍歌〜（レポーター）
- GetBackers-奪還屋-（美堂蛮〈幼少期〉）
- 出撃!マシンロボレスキュー（エース炎、大井川さとこ）
- SPACE PIRATE CAPTAIN HERLOCK
- ソニックX（リンゼー、ダニー）
- 釣りバカ日誌（ハゼタロウ〈2代目〉）
- 人間交差点（葉子の母）
- ポケットモンスター アドバンスジェネレーション（2003年 - 2004年、ノリコ、キンジ、メリー〈2代目〉）
- ボボボーボ・ボーボボ（ヘッポコ丸、ポケットゲームブタ〈ゲームボーイブタ〉、バスロ、美女）
- 名探偵コナン（2003年 - 2025年、女性従業員、村上紗菜、マリアの母）

2004年
- かいけつゾロリ（母タヌキ）
- 機動戦士ガンダムSEED DESTINY（2004年 - 2005年、カガリ・ユラ・アスハ、トリィ）
- それいけ!ズッコケ三人組（八谷よね、徳大寺邦光）
- ファンタジックチルドレン（2004年 - 2005年、コンラート、子供B、母親、10才のセス）
- 舞-HiME（藤乃静留）
- 妄想代理人
- 勇午 〜交渉人〜（りょう子）

2005年
- IGPX（少年）
- ガイキング LEGEND OF DAIKU-MARYU（2005年 - 2006年、ナオト、ヴェスターヌ、オペレーター）
- Xenosaga THE ANIMATION（ユリ・ミズラヒ）
- 舞-乙HiME（シズル・ヴィオーラ）
- まじめにふまじめ かいけつゾロリ（マダム）
- MONSTER（少年B、少年C）

2006年
- ああっ女神さまっ（吉田昌平）
- ザ・サード 〜蒼い瞳の少女〜（エスメル）
- 出ましたっ!パワパフガールズZ（マサオの母親、看護師）
- 祝!(ハピ☆ラキ)ビックリマン（ウパ助）
- 貧乏姉妹物語（越後屋金子）
- BLOOD+（少年時代のハジ）
- ぷるるんっ!しずくちゃん（2006年 - 2013年、みどりこさん、ベガ、アオくん、コンポタちゃん、ブラッディー先生のママ） - 3シリーズ

2007年
- アイドルマスター XENOGLOSSIA（源千佳子）
- ゲゲゲの鬼太郎（第5作）（2007年 - 2009年、亮太、水恵、翔、看護師、ヒロト）
- 精霊の守り人（幼いバルサ）
- DARKER THAN BLACK -黒の契約者-（ハヴォック）
- 天保異聞 妖奇士（爽也）
- 電脳コイル（アイコ）
- はたらキッズ マイハム組（2007年 - 2008年、渋沢萌黄先生）
- ぼくらの（田中美純）
- ミヨリの森（秀次）
- レ・ミゼラブル 少女コゼット（トロン）

2008年
- カイバ（コナ）
- かのこん（玉藻）
- 銀魂（2008年 - 2012年、女神、マダム夜神） - 2シリーズ
- しゅごキャラ!（シュライヤ）
- スレイヤーズREVOLUTION（金持ち婦人D）
- 絶対やれるギリシャ神話（エロス、エオス、パンドラ、アドニス、アリアドネ、スピンクス、アテナ、カラス）
- ねぎぼうずのあさたろう（のびるのおみつ）
- のだめカンタービレ シリーズ（2008年 - 2010年、並木ゆうこ） - 2シリーズ
- 墓場鬼太郎（金丸の妻）
- バトルスピリッツ 少年突破バシン（ミヤコ）
- ポルフィの長い旅（コンスタンツェ、ジョルジュ）
- 魔人探偵脳噛ネウロ（桂木遥）
- ワールド・デストラクション 〜世界撲滅の六人〜（マトン）

2009年
- 怪談レストラン（芳雄のお母さん、主婦）
- こんにちは アン 〜Before Green Gables（デラ、老婆、スペンサー夫人）
- 戦場のヴァルキュリア（イレーヌ・エレット、ミクロ）
- 宇宙をかける少女（ニーナ・ストラトスキー）

2010年
- あそびにいくヨ!（デュレル、メイド兵）
- あにゃまる探偵 キルミンずぅ（九皿アキト）
- カルルとふしぎな塔（カリンカ）
- たまごっち!（おばはんっち）
- 鋼の錬金術師 FULLMETAL ALCHEMIST（レベッカ・カタリナ）
- HEROMAN（ヴェラ・コリンズ、ナレーション）
- FAIRY TAIL（2010年 - 2019年、斑鳩） - 2シリーズ
- ポケットモンスター ベストウイッシュ（2010年 - 2013年、アララギ博士、男の子、モンメン、トビオ、フジオ〈少年時代〉、クワトロ、ロータス） - 4シリーズ
- まじっく快斗（紺野エリカ）

2011年
- アスタロッテのおもちゃ!（エンヤ・ニウハーレ学園長）
- 異国迷路のクロワーゼ The Animation（ご婦人）
- 爆丸バトルブローラーズ ガンダリアンインベーダーズ（リーナ）
- バトルスピリッツ ブレイヴ（シーマ）

2012年
- あの夏で待ってる（先生、担任）
- 機動戦士ガンダムAGE（ユウ、アリー・レーン、マリー・メイス）
- 咲-Saki- シリーズ（2012年 - 2014年、赤土晴絵、森垣友香） - 2シリーズ
- しろくまカフェ（水着女子）
- TARI TARI（綾部舞）
- 探検ドリランド（2012年 - 2013年、リリス、ベルーシャ） - 2シリーズ
- ちはやふる（2012年 - 2020年、若宮詩穂） - 2シリーズ
- マギ（2012年 - 2013年、エリザベス、エカテリーナ、マルガレータ） - 2シリーズ
- トータル・イクリプス（篁栴納）
- 氷菓（湯浅尚子）
- 未来日記（難波太郎）

2013年
- 境界の彼方（新堂彩華）
- 聖闘士星矢Ω（ミーシャ、フィリップ）
- 八犬伝―東方八犬異聞―（九重、少年） - 2シリーズ
- 百花繚乱 サムライブライド（佐々木小次郎）
- 夜桜四重奏 〜ハナノウタ〜（おかみさん）
- ONE PIECE エピソードオブメリー 〜もうひとりの仲間の物語〜（カリファ）

2014年
- アオハライド（中学生の田中）
- 金色のコルダ Blue♪Sky（少年、冥加〈幼少〉）
- 四月は君の嘘（かをりの母）
- ディスク・ウォーズ:アベンジャーズ（ダイヤモンドバック）
- デュエル・マスターズ VS（2014年 - 2017年、毒島サソリ） - 3シリーズ
- ノーゲーム・ノーライフ（巫女）
- プリパラ（ドロシー&レオナの母親）
- みんな集まれ!ファルコム学園（2014年 - 2015年、ラッピィ） - 2シリーズ
- モモキュンソード（おばあさん）
- 弱虫ペダル シリーズ（2014年 - 2023年、御堂筋の母） - 3シリーズ

2015年
- 影鰐-KAGEWANI-（カズト、サオリ）
- 櫻子さんの足下には死体が埋まっている（正太郎の母親）
- 食戟のソーマ（2015年 - 2018年、蔵木滋乃） - 2シリーズ
- ドラゴンボール改（魔法使いのお婆さん）
- ワールドトリガー（記者）
- ONE PIECE エピソードオブサボ 〜3兄弟の絆 奇跡の再会と受け継がれる意志〜（サボの母）

2016年
- カードファイト!! ヴァンガードG ストライドゲート編（新導トキミ）
- 競女!!!!!!!!（宮田やすこ）
- 最弱無敗の神装機竜（ラフィ・アティスマータ）
- テイルズ オブ ゼスティリア ザ クロス（アタック）
- ドリフェス!（風間圭吾〈子供時代〉）
- モンスターハンター ストーリーズ RIDE ON（ヴラウ）

2017年
- 青の祓魔師 シリーズ（2017年 - 2025年、勝呂虎子） - 3シリーズ
- サクラクエスト（緑川澄子）
- ドラゴンボール超（マジ＝カーヨ、ダーコリ）
- ボールルームへようこそ（緋山千里、杉崎喜子）

2018年
- ゆるキャン△（2018年 - 2024年、犬山みね子） - 2シリーズ
- クラシカロイド（奏助の母）
- 刀使ノ巫女（柳瀬柊子）
- 銀河英雄伝説 Die Neue These 邂逅（キルヒアイスの母）
- 京都寺町三条のホームズ（宮下母）

2019年
- とある魔術の禁書目録III（エリザリーナ）
- 勇気の花がひらくとき やなせたかしとアンパンマンの物語（伯母さん ）
- ゲゲゲの鬼太郎（第6作）（雅の母）
- KING OF PRISM -Shiny Seven Stars-（西園寺ノン）
- 星合の空（直央の母）

2020年
- アサティール 未来の昔ばなし（リヤドの妻）

2021年
- たとえばラストダンジョン前の村の少年が序盤の街で暮らすような物語（ロール）

2022年
- 忍の一時（柘植礼羽）
- デリシャスパーティ♡プリキュア（菓彩ぼたん）

2023年
- REVENGER（蛇女）
- クールドジ男子（瞬の母）
- 贄姫と獣の王（妻）
- 神無き世界のカミサマ活動（荼吉尼）

2024年
- ただいま、おかえり（藤吉晶）
- バーテンダー 神のグラス（女将）
- 逃走中 グレートミッション（ファントムローリエ）
- 先輩はおとこのこ（佐藤京子）

2025年
- 桃源暗鬼（鬼の老婆）

### 劇場アニメ
2000年代
- アリーテ姫（2001年、侍女）
- 激闘!クラッシュギアTURBO カイザバーンの挑戦!（2002年、丸目クロウド）
- スチームボーイ（2004年）
- マインド・ゲーム（2004年、みょん母）
- 甲虫王者ムシキング スーパーバトルムービー 〜闇の改造甲虫〜（2007年、ポポ）
- ONE PIECE エピソードオブアラバスタ 砂漠の王女と海賊たち（2007年、少年時代のコーザ）
- 劇場版MAJOR メジャー 友情の一球（2008年、上杉博文）

2010年代
- 劇場版 境界の彼方 -I'LL BE HERE-（2015年、新堂彩華）
- コードギアス 亡国のアキト 第3章「輝くもの天より堕つ」（2015年、クラウディア・ブライスガウ）
- ONE PIECE FILM GOLD（2016年）
- 名探偵コナン から紅の恋歌（2017年、アナウンス）

2020年代
- 劇場版 美少女戦士セーラームーンEternal（2021年、亜美の母親）
- ONE PIECE FILM RED（2022年、カリファ）

### OVA
2000年代
- メーテルレジェンド（2001年、キャスト）
- カナリア 〜この想いを歌に乗せて〜（2002年、マネージャ）
- マクロス ゼロ（2002年、アリエス・ターナー）
- 機動新撰組 萌えよ剣（2003年、ばあさん）
- 天地無用!魎皇鬼（第三期）（2003年、神木ノイケ）
- 土方歳三 白の軌跡（2004年、君鶴、市村鉄之助）
- Re:キューティーハニー（2004年、ドクトルパンサー、バズーカパンサー、アナウンス、オペレーター）
- アドニス（2005年、チャーリー）
- 教えて!はれるん（2006年、瞬）
- ガンダムSEED & SEED DESTINY ファンディスク SEED SUPERNOVA er（2006年、カガリ・ユラ・アスハ）
- 舞-乙HiME Zwei（2006年、シズル・ヴィオーラ）
- かのこん 〜真夏の大謝肉祭〜（2009年、玉藻）
- 鋼の錬金術師 FULLMETAL ALCHEMIST DVD 第5巻 映像特典「シンプルな人々」（2009年、レベッカ・カタリナ）

2010年代
- 夜桜四重奏 〜ホシノウミ〜（2010年、おかみさん）
- あそびにいくヨ!おーぶいえーであそびきにました!!OVAすぺしゃる（2011年、デュレル）
- 機動戦士ガンダム THE ORIGIN（2015年 - 2017年、ミシェル・アズナブル、フラウ母） - 2019年に再編集作品『THE ORIGIN 前夜 赤い彗星』テレビ放送

### Webアニメ
- Xenosaga II to III a missing year 〜U.M.N.に封印されし真実の断片〜（2006年、ユリ・ミズラヒ）
- 幕末機関説 いろはにほへと（2006年、市村鉄之助）
- 聖闘士星矢 黄金魂 -soul of gold-（2015年、アイオリア〈少年〉）
- 政宗ダテニクル（2016年、龍神）
- 極主夫道（2021年、美久の母）

### ゲーム
2000年
- 北斗の拳 世紀末救世主伝説（マコ、ユウ）

2001年
- ギタルマン（眠眠）
- ドキドキプリティリーグ Lovely Star（琴美祖母）

2002年
- Only you リベルクルス ドラマCD付（ルワイル）
- ゼノサーガ エピソードI［力への意志］（ユリ・ミズラヒ）

2003年
- 機動戦士ガンダムSEED（カガリ・ユラ・アスハ）
- 甲虫王者ムシキング（ポポ）
- サモンナイト3（ウィル）
- ラブ★スマッシュ!5 〜テニスロボの反乱〜（D3PO-2）

2004年
- 宇宙のステルヴィア（レイラ・バルト）
- SDガンダム GGENERATION（2004年 - 2019年、カガリ・ユラ・アスハ〈初代〉、プロフェッサー） - 5作品
- 機動戦士ガンダムSEED 終わらない明日へ（カガリ・ユラ・アスハ）
- 機動戦士ガンダムSEED DESTINY（カガリ・ユラ・アスハ）
- ぐるみん（チャッキー、モスビー、プレーン）
- 桜坂消防隊（要救助者〈女性 / 子供〉）
- スーパーロボット大戦MX（2004年 - 2005年、草薙北斗） - 2作品
- ゼノサーガ エピソードII［善悪の彼岸］（ユリ・ミズラヒ）
- ゼノサーガ フリークス（ユリ・ミズラヒ）
- 戦国無双（森蘭丸） - 2作品
- DIGITAL DEVIL SAGA アバタールチューナー（聴聞機）
- ボボボーボ・ボーボボ（2004年 - 2005年、ヘッポコ丸） - 2作品

2005年
- 陰陽大戦記 覇者の印（ヤクモ〈少年時代〉）
- 機動戦士ガンダムSEED DESTINY GENERATION of C.E.（カガリ・ユラ・アスハ）
- 機動戦士ガンダムSEED 連合vs.Z.A.F.T.（カガリ・ユラ・アスハ）
- 第3次スーパーロボット大戦α 終焉の銀河へ（カガリ・ユラ・アスハ、トリィ）
- DIGITAL DEVIL SAGA アバタール・チューナー2（フレッド）
- 天外魔境III NAMIDA（青の火花）
- 舞-HiME（2005年 - 2006年、藤乃静留） - 4作品
- ONE PIECE パイレーツカーニバル（カリファ）

2006年
- Another Century's Episode（2006年 - 2007年、マリナ・カーソン） - 2作品
- 機動戦士ガンダムSEED DESTINY 連合vs.Z.A.F.T.II（カガリ・ユラ・アスハ）
- 機動戦士ガンダムSEED DESTINY 連合vs.Z.A.F.T.II PLUS（カガリ・ユラ・アスハ）
- 自律機動戦車イヅナ（小曽根崎すぅ子）
- スパルタン 〜古代ギリシャ英雄伝〜（エレクトラ）
- ゼノサーガI・II（ユリ・ミズラヒ）
- ゼノサーガ エピソードIII［ツァラトゥストラはかく語りき］（ユリ・ミズラヒ）
- 戦国無双2（2006年 - 2007年、森蘭丸、立花誾千代） - 3作品
- ときめきメモリアル Girl's Side 2nd Kiss（藤堂竜子）
- 炎の宅配便（ミニスカポリ女）
- 舞-乙HiME 乙女舞闘史!!（シズル・ヴィオーラ）
- レッスルエンジェルス（2006年 - 2008年、神塩ナナシー、ブレード上原、SA-KI） - 2作品

2007年
- エースコンバット6 解放への戦火（Lanner）
- Operation Darkness（ヴァン・ヘルシング）
- 機動戦士ガンダムSEED 連合vs.Z.A.F.T. PORTABLE（カガリ・ユラ・アスハ）
- スーパーロボット大戦Scramble Commander the 2nd（カガリ・ユラ・アスハ）
- 戦国無双KATANA（森蘭丸、立花誾千代）
- ドラゴンシャドウスペル（ヘルマ・ロックソルト）
- BALDR BULLET EQUILIBRIUM（ユ・ヨンハ）
- 無双OROCHI（森蘭丸、立花誾千代）

2008年
- 戦場のヴァルキュリア（イレーヌ・エレット / イレーヌ・コラー、ナレーション）
- drastic Killer（ミゼラ・サリン）
- Breath 吐息は茜色（安堂美佐）
- 無双OROCHI 魔王再臨（森蘭丸、立花誾千代）

2009年
- 戦国無双3（2009年 - 2011年、森蘭丸、立花誾千代） - 4作品
- FRAGILE 〜さよなら月の廃墟〜
- 魔女になる。（ブリッツ先生、グラトリーエ）
- 無双OROCHI Z（森蘭丸、立花誾千代）

2010年
- イースvs.空の軌跡 オルタナティブ・サーガ（ラッピィ）
- 北斗無双（2010年 - 2020年、マミヤ、ケンシロウ〈少年期〉） - 3作品

2011年
- 学園特救ホトケンサー（ゴムケシ君）
- 戦国無双 Chronicle（森蘭丸、立花誾千代）
- ポケパーク2 〜Beyond the World〜
- 無双OROCHI 2（2011年 - 2013年、森蘭丸、立花誾千代） - 4作品

2012年
- 英雄伝説シリーズ（2012年 - 2018年、ソーニャ・ベルツ、アンゼリカ・ログナー、セドリック皇太子、アンゼリカ・ログナー） - 5作品
- 機動戦士ガンダムSEED BATTLE DESTINY（カガリ・ユラ・アスハ）
- 新・光神話 パルテナの鏡（メデューサ）
- 戦国無双 Chronicle 2nd（森蘭丸、立花誾千代）
- ヒーローズファンタジア（藤乃静留）
- ONE PIECE ワンピーベリーマッチIC（カリファ）

2013年
- 英雄伝説 閃の軌跡（アンゼリカ・ログナー）
- ゴッドイーター2（プレイヤーボイス）
- 真・ガンダム無双（カガリ・ユラ・アスハ）
- 月影の鎖（菖蒲） - 2作品
- マブラヴ オルタネイティヴ トータル・イクリプス（篁栴納）

2014年
- 機動戦士ガンダム エクストリームバーサス（2014年 - 2016年、カガリ・ユラ・アスハ） - 3作品
- 戦国無双 Chronicle 3（森蘭丸）
- 戦国無双4（2014年 - 2015年、森蘭丸、立花誾千代） - 3作品

2015年
- Goes!（不思議な先輩）
- スーパーロボット大戦BX（アリー・レーン）
- テイルズ オブ ゼスティリア（フォートン、ノルミン）
- デジモンストーリー サイバースルゥース（真田アラタの幼少期）

2016年
- テイルズ オブ ベルセリア（ノルミン）
- ドラゴンボールフュージョンズ（ピニッジ）
- 百花百狼 〜戦国忍法帖〜（淀）

2017年
- ゼノブレイド2（ツキ）
- 咲-Saki- 全国編Plus（赤土晴絵）
- 新甲虫王者ムシキング（カナト）

2018年
- 無双OROCHI 3（2018年 - 2019年、森蘭丸、立花誾千代） - 2作品
- 機動戦士ガンダム エクストリームバーサス2（2018年 - 2025年、カガリ・ユラ・アスハ） - 4作品

2020年
- モンスターストライク（2020年 - 2023年、幕末リザレクション〈おりょう〉）
- 百花繚乱 -パッションワールド（佐々木小次郎）

2021年
- beatmania IIDX 29 CastHour（梅桐緋浮美）

2022年
- 機動戦士ガンダム アーセナルベース（カガリ・ユラ・アスハ）
- たとえばラストダンジョン前の村の少年が序盤の街で暮らすような物語〜ドタバタ英雄譚〜（ロール）

2023年
- ウマ娘 プリティーダービー（ダーレーアラビアン）
- 白夜極光（ヨシュア）
- ポケモンマスターズEX（ゴジカ）

2024年
- モンソニ!（2024年 - 2025年、おりょう）
- 鳴潮（インペラトル）

2025年
- 無双アビス（森蘭丸、立花誾千代）

### ドラマCD
1999年
- GENE〜天使は裂かれる〜（子供のヤンアーチェ）

2001年
- 風光る（小夜）
- GEAR戦士電童シリーズ（草薙北斗）
  - ヴォーカルベストアルバム BEST DRIVE〜Song Collection
  - CDドラマFile.1 - 3

2002年
- 気象精霊記 (1) - (3)（キャサリン・レヴィアタン・ペイレネ・コブライナ）
- テイルズ オブ エターニア Labyrinth 〜forget-me-not〜 上巻・下巻（レイ）

2003年
- 機動戦士ガンダムSEED SUIT CD Vol.2 アスラン・ザラ×カガリ・ユラ・アスハ（カガリ・ユラ・アスハ）

2004年
- おねがい☆ツインズ ドラマアルバム みずほ先生とはちみつツインズ 2時間め「百合百合ツインズ」（菊池浩美）

2005年
- 舞-HiMEシリーズ（藤乃静留）
  - 初恋方程式〜第2楽章
  - ドラマCD 実録!『裏』風華学園史 第一章・第二章

2006年
- あまつき（白練）
- かみさまのいうとおり!（黒野美砂子）
- 召喚士マリア（フィリップ）
- 貧乏姉妹物語（越後屋金子）
- 舞-乙HiMEシリーズ（シズル・ヴィオーラ）
  - ドラマCD ミス・マリアはみてた ガルデローベ秘裏日誌Vol.1・2
  - ミカ☆アミの乙女ちっく放送局 〜お姉さまと一緒スペシャル〜

2007年
- 俺たちのステップ ドラマCD第4巻〜俺たち、笑ってる場合じゃない！〜（相楽左京）
- クイーンズブレイド 美闘士列伝（アナリスタ）
- ドラゴンシャドウスペル ドラマCD Vol.2〜古城の狼の詩 後編（ヘルマ・ロックソルト）
- 獏狩りシリーズ（胡蝶）
  - 八神篇
  - 天津神篇
  - 夢桜篇
  - 神和篇

- はやて×ブレード DRAMA CD Vol.2（上条槙）
- 舞-HiME★DESTINY 龍の巫女 シリーズ（藤乃静留）
  - 序章・神楽真夜、北へ
  - 嵐の転入生/運命の扉
  - 過去と未来の絆
  - 野望の果て/輝く道

2008年
- はやて×ブレード DRAMA CD Vol.3（上条槙）
- 舞-HiME★DESTINY 龍の巫女 シリーズ（藤乃静留）
  - 過去と未来の絆
  - 野望の果て/輝く道

2009年
- beatmania IIDX spin-off drama ROOTS26S [suite] Vol.1 - 2（梅桐緋浮美）

2010年
- The Epic of Zektbach Novel CD Series 〜Blind Justice〜（マラキア）
- はやて×ブレード シリーズ（上条槙）
  - 13巻特装版ドラマCD
  - ウルトラドラマCD いちばん星！絶叫つめあわせ！

- beatmania IIDX spin-off drama ROOTS26S [suite] Vol.3（梅桐緋浮美）
- 方言恋愛2 京都府・山口県 第3話「京都府」（西園寺薫子）

2011年
- 英雄伝説 零の軌跡 シリーズ（ソーニャ） 
  - レン物語 〜陽光のぬくもりに抱かれて〜
  - 第一章 〜神狼たちの午後〜

### ラジオドラマ
- ご愁傷さま二ノ宮くん（2006年、二ノ宮涼子）

### デジタルコミック
- 「フルーツバスケット」音声入りまんがDVD〜旅立ちの日、再び〜（2012年、白木繭子） - 『花とゆめ』24号応募者全員サービス

### 吹き替え

#### 映画
- アメリカン・ビューティー（チアガール）
- ゴッド・アンド・モンスター（ホエールの母親）
- 最高のともだち（レディ / ベルナデット〈エリカ・バドゥ〉）
- ザ・シークレット エージェント（セレナ・タルボット）
- ザ・ハッカー 侵入者抹（フランチェスカ）
- ダーク・インフェルノ（イアン・ロビンス〈エリック・ナドセン〉）
- バイオ・ディザスター（リリアン・ロジャース〈ジェラルディン・マクイーワン〉）
- ファンタジー・ファクトリー（アンジー）
- ベイビー・トーキング（ベージル）
- わたしが美しくなった100の秘密（タミー・カーリー）

#### ドラマ
- シークレット・インベージョン（ソーニャ・ファルズワース〈オリヴィア・コールマン〉[61]）

#### 人形劇
- きかんしゃトーマス（ジャック、トーマスの機関助手、村人）

### ラジオ
- おっきー・しんでぃの獏狩りないと!（音泉：2007年4月 - 2008年3月）
- 進藤尚美の華劇ラヂヲ（バナフェス!ラジオ：2012年1月 - 9月）
- 華劇ラヂヲ（funラジオ：2014年8月 - 2015年1月）

### 朗読劇
- Kiramune Presents リーディングライブ『悪魔のリドル〜escape 6〜』[62]

### テレビ番組
- いきなり!黄金伝説。 祝300回記念!!リクエスト伝説SP「ココリコ最強伝説：動物の乳だけで1週間生活するコンビ」ナレーション（2007年4月19日）
- サクラ大戦奏組（清流院笙）※コミックス第1巻アニメDVD付き初回限定版[63]
- 番宣部長（AT-X：2007年10月）
- 「むさしのシティーニュース」ニュースキャスター（武蔵野三鷹ケーブルテレビ〈JCN武蔵野〉パークシティー5チャンネル 月2回更新  - 2013年10月）
- 報道ステーション（月・火曜日→月・水曜日ナレーション、2012年10月 - 2016年3月、2018年7月 - 2018年10月[注 1]）
- 世界まる見え!テレビ特捜部（吹き替え）
- あさチャン!（ナレーション、2016年3月28日 - 2018年3月30日）
- 趣味どきっ! あったかボディー（ナレーション）
- サタデーステーション（ナレーション、2018年7月 - 2018年11月[注 1]）
- NHKスペシャル 未解決事件 File.07 警察庁長官狙撃事件（2018年9月8日）- 再現ドラマ内ニュース ナレーション
- グッとラック!（ナレーション、2019年9月30日 - ）[64]

### その他コンテンツ
- 虫が演じるシェイクスピア ロミオとジュリエット（ロミオ）
- バナフェス!タウン「華劇」（神楽千秋）
- avex mode（2004 - 2008） - CM最後のサウンドロゴ
- パチンコ『Pフィーバー機動戦士ガンダムSEED』（2023年、カガリ・ユラ・アスハ）